# 172932 Bachleitner
172932 Bachleitner este un asteroid din centura principală de asteroizi.

## Descriere
172932 Bachleitner este un asteroid din centura principală de asteroizi. A fost descoperit pe 1 mai 2005 la Altschwendt de Wolfgang Ries. Asteroidul prezintă o orbită caracterizată de o semiaxă mare de 2,54 ua, o excentricitate de 0,12 și o înclinație de 9,3° în raport cu ecliptica.